# دای هونگ دان
دای هونگ دان (به انگلیسی: Dai Hong Dan) یک کشتی است که طول آن ۱۲۲٫۱ متر (۴۰۱ فوت) می‌باشد. این کشتی در سال ۱۹۷۸ ساخته شد.